# Wartość opałowa
Wartość opałowa {\displaystyle (W_{u},Q_{w}^{r})} – ilość energii wydzielanej na sposób ciepła przy spalaniu jednostki masy lub jednostki objętości paliwa; przyjmuje się, że spalanie jest całkowite i zupełne, a para wodna zawarta w spalinach nie ulega skropleniu, pomimo że spaliny osiągają temperaturę początkową paliwa.

## Metody obliczeń
Wartość opałową oblicza się korzystając z różnych zależności empirycznych.

### Paliwa stałe
- wzór VDI:

{\displaystyle Q_{w}^{r}=339{,}1C^{r}+1214{,}2\left(H_{2}^{r}-{\frac {O_{2}^{r}}{8}}\right)+104{,}7S_{c}^{r}-25{,}1W_{c}^{r}\left[\mathrm {\frac {kJ}{kg}} \right],}
gdzie:
{\displaystyle W_{u}} – wartość opałowa,
C, H, O, S – udziały masowe poszczególnych pierwiastków w paliwie w procentach (100 – czysty pierwiastek, np. wartość opałowa czystego węgla według tego wzoru to 33910 kJ/kg),
{\displaystyle r} – „skład roboczy” (odróżnienie od stanu analitycznego),
{\displaystyle w} – udział masowy wilgoci w paliwie
- według Gumza-Michela:

{\displaystyle Q_{w}^{r}=340{,}4C^{r}+1017{,}4H_{2}^{r}+62{,}8N_{2}^{r}+190{,}9S_{c}^{r}-98{,}4O_{2}^{r}-25{,}1W_{c}^{r}\left[\mathrm {\frac {kJ}{kg}} \right]}
- według Boie:

{\displaystyle Q_{w}^{r}=348{,}3C^{r}+938{,}7H_{2}^{r}+104{,}7S_{c}^{r}+62{,}8N_{2}^{r}-108O_{2}^{r}-24{,}5W_{c}^{r}\left[\mathrm {\frac {kJ}{kg}} \right]}

### Paliwa gazowe
Wartość opałową dla paliw gazowych podaje się w odniesieniu do umownego metra sześciennego (um3), tj. ilości paliwa zajmującego objętość 1 m³ w warunkach normalnych (101 325 Pa, 0 °C).
Gaz ziemny
{\displaystyle Q_{w}^{r}=Q_{w}(CH_{4})\cdot \mu (CH_{4})+Q_{w}(C_{2}H_{6})\cdot \mu (C_{2}H_{6})+Q_{w}(C_{3}H_{8})\cdot \mu (C_{3}H_{8})\left[\mathrm {\frac {kJ}{um^{3}}} \right],}
gdzie:
{\displaystyle Q_{w}(CH_{4})=35\ 818\left[\mathrm {\frac {kJ}{um^{3}}} \right],}
{\displaystyle Q_{w}(C_{2}H_{6})=63\ 748\left[\mathrm {\frac {kJ}{um^{3}}} \right],}
{\displaystyle Q_{w}(C_{3}H_{8})=91\ 251\left[\mathrm {\frac {kJ}{um^{3}}} \right],}
{\displaystyle \mu } – udział objętościowy składnika gazu.

### Paliwa ciekłe
- według Mendelejewa:

{\displaystyle Q_{w}=339{,}1C^{r}+1030H_{2}^{r}-108{,}8(O_{2}^{r}-S_{c}^{r})-25{,}1W_{c}^{r}\left[\mathrm {\frac {kJ}{kg}} \right]}
- według Knorra:

{\displaystyle Q_{w}=371{,}8C^{r}+1115{,}4H_{2}^{r}-139{,}4O_{2}^{r}-25{,}1(9H_{2}^{r}+W_{c}^{r})\left[\mathrm {\frac {kJ}{kg}} \right]}
- według Boie:

{\displaystyle Q_{w}=348{,}3C^{r}+938{,}7H_{2}^{r}+104{,}7S_{2}^{r}+62{,}8N_{2}^{r}-108O_{2}^{r}-24{,}5W_{c}^{r}\left[\mathrm {\frac {kJ}{kg}} \right]}

## Przykłady
| Rodzaj paliwa                             | Wartość opałowa | Wartość opałowa | Wskaźnik emisji |
| ----------------------------------------- | --------------- | --------------- | --------------- |
|                                           | MJ / kg         | MJ / m³         | kg CO2/ GJ      |
| Węgiel kamienny (elektrownie zawodowe)    | 21,3            | –               | 94,13           |
| Węgiel brunatny (elektrownie zawodowe)    | 8,65            | –               | 110,47          |
| Węgiel kamienny (elektrownie przemysłowe) | 21,72           | –               | 94,8            |
| Brykiety z węgla kamiennego i brunatnego  | 20,7            | –               | 92,71           |
| Gaz ziemny wysokometanowy                 | –               | 36,13           | 55,82           |
| Gaz ziemny zaazotowany                    | –               | 25,26           | 55,82           |
| Drewno opałowe                            | 15,6            | –               | 109,76          |
| Odpady komunalne – niebiogeniczne         | 10              | –               | 140,14          |